# تحديث بيئي
إن التحديث البيئي عبارة عن مدرسة فكرية في العلوم الاجتماعية تزعم أن الاقتصاد يستفيد من التحركات التي تهدف إلى حماية البيئة. واكتسب قدرًا متزايدًا من الاهتمام بين الباحثين وصناع القرار السياسي على مدى العقود العديدة الماضية على المستوى الدولي. كما أنه نهج تحليلي فضلا عن كونه إستراتيجية للسياسات (هاجر، 1995).

## الظهور والعناصر الرئيسية
ظهر التحديث البيئي في مطلع الثمانينات على يد مجموعة من الباحثين في الجامعة الحرة (جامعة فري) ومركز أبحاث العلوم الاجتماعية في برلين، بينهم جوزيف هوبر ومارتن يانيكه وأودو إي. سيمونيس.  وفي ذلك الوقت كان العديد من المؤلفين يتابعون أفكارًا مماثلة، مثل آرثر ه. روزنفيلد، وأموري لوفينز، ودونالد هويزينغ، ورينيه كمب، أو إرنست أولريش فون فايتسكر. وقدم آرثر ب. ج. مول، غيرت سبارغارين وديفيد أ سوننفيلد (مول وسونينفيلد، 2000؛ مول، 2001).
ويتعلق أحد الفرضيات الأساسية للتحديث البيئي بالمراجعة البيئية للنمو الاقتصادي والتنمية الصناعية. وعلى أساس المصلحة الذاتية المستنيرة، يمكن الجمع بين الاقتصاد والبيئة معا بشكل إيجابي: فالإنتاجية البيئية، أي الاستخدام الإنتاجي للموارد الطبيعية ومكونات النظام البيئي (الهواء والماء والتربة والبيئية الأخرى)، يمكن أن تكون مصدرا للنمو والتنمية في المستقبل على غرار إنتاجية العمل وإنتاجية رأس المال. ويشمل ذلك زيادة كفاءة الطاقة والموارد، فضلا عن الابتكارات في مجال المنتجات والعمليات، مثل الإدارة البيئية، والتكنولوجيات النظيفة، والاستعاضة الحميدة عن المواد الخطرة، وتصميم المنتجات للبيئة. في التطور المشترك للبشر والطبيعة، ومن أجل رفع قدرة البيئة على التحمل، فإن التحديث البيئي يعتبر من الوسائل الفاعلة للقيام بذلك، وهو ما قد يترتب عليه تعارض مع الحفاظ على الطبيعة.
وهناك فهم مختلف لنطاق التحديث البيئي سواء كان ذلك يدور حول التقدم التكنولوجي الصناعي والجوانب المرتبطة به من السياسة والاقتصاد، وإلى أي مدى يتضمن أيضا الجوانب الثقافية (التحديث البيئي للعقل، وخصائص القيمة، والمواقف، وأنماط الحياة). وعلى نحو مماثل، هناك بعض التعددية حول ما إذا كان التحديث البيئي لابد وأن يعتمد في الأساس على الحكومة، أو الأسواق والمشاريع التجارية، أو المجتمع المدني، أو نوع من الحكم المتعدد المستويات الذي يجمع بين الثلاثة. يشير بعض العلماء صراحة إلى نظرية التحديث العام بالإضافة إلى نظرية النظام العالمي غير الماركسي.
ولكن في نهاية المطاف، هناك فهم مشترك مفاده أن التحديث البيئي لابد أن يسفر عن تغيير بنيوي إبداعي. وعلى هذا فإن البحوث لا تزال الآن تركز على الإبداعات البيئية، والتفاعل بين مختلف العوامل الاجتماعية (العلمية، والاقتصادية، والمؤسسية، والقانونية، والسياسية، والثقافية) التي تعزز أو تعرقل هذه الإبداعات (Klemmer et al. 1999؛ هوبر، 2004؛ ويبر وهممسكمان، 2005؛ أولستورن وفيكزوريك، 2006).
ويتقاسم التحديث البيئي عددا من السمات مع النهج والفروع المتداخلة المجاورة. ومن أهمها
- مفهوم التنمية المستدامة
- نهج الأيض الصناعي (أيريس وسيمونيس، 1994)
- مفهوم الإيكولوجيا الصناعية (سوكولو، 1994)

## عناصر إضافية
ومن المواضيع الخاصة لبحوث التحديث البيئي خلال السنوات الأخيرة موضوع المنازل المستدامة، أي إعادة تشكيل أنماط الحياة وأنماط الاستهلاك التي تركز على البيئة، والسيطرة على الطلب على سلاسل العرض (فيرغت،2000؛ منظمة التعاون والتنمية في الميدان الاقتصادي 2002). ويتشاطر بعض الباحثين عن التحديث البيئي اهتماما بالتعايش الصناعي، أي إعادة التدوير فيما بين المواقع والتي تساعد على الحد من استهلاك الموارد من خلال زيادة الكفاءة (مثل منع التلوث، والحد من النفايات)، وعادة ما يكون ذلك عن طريق أخذ المخرجات من عملية إنتاج اقتصادي واستخدامها كمدخلات من المواد الخام في عملية أخرى (كريستوف، 1996). ويعتمد التحديث البيئي على تقييم دورة حياة المنتج وتحليل المواد وتدفقات الطاقة. وفي هذا السياق، فإن التحديث البيئي يشجع التصنيع «من المهد إلى المهد» (Braungart and McDoug, 2002)، مقابل الأشكال المعتادة من «المهد إلى اللحد» للتصنيع، إذ لا يُعاد دمج النفايات في عملية الإنتاج. وثمة اهتمام خاص آخر بمؤلفات التحديث البيئي يتمثل في دور الحركات الاجتماعية وظهور المجتمع المدني بوصفه عاملا رئيسيًا للتغيير (Fisher و Frodebang, 2001).
وباعتبارها إستراتيجية للتغيير، فإن بعض أشكال التحديث البيئي قد تكون مفضلة من قبل المصالح التجارية لأنها على ما يبدو تلبي خط القاع الثلاثي في الاقتصاد والمجتمع والبيئة، والذي يشكل في الأساس ركيزة الاستدامة ولكنه رغم ذلك لا يشكل تحديا لمبادئ السوق الحرة. ويتناقض هذا مع العديد من منظورات الحركة البيئية، التي تنظر إلى التجارة الحرة وفهمتها في التنظيم الذاتي للأعمال كجزء من المشكلة، أو حتى سبب التدهور البيئي.

## انتقادات
ويزعم المنتقدون أن التحديث البيئي سوف يفشل في حماية البيئة، ولن يفعل شيئا لتغيير الاتجاهات في إطار النمط الاقتصادي الرأسمالي للإنتاج، والذي يؤدي حتما إلى تدهور البيئة (فوستر، 2002). وهكذا، فهي مجرد شكل من أشكال «غسل الخضار». ويتساءل النقاد عما إذا كان التقدم التكنولوجي وحده يمكن أن يحقق الحفاظ على الموارد وحماية بيئية أفضل، لا سيما إذا ترك ذلك للممارسات المتعلقة بالتنظيم الذاتي للأعمال التجارية (نيويورك وروزا، 2003). وعلى سبيل المثال، فإن كثيرا من التحسينات التكنولوجية ممكنة حاليا ولكنها لا تستخدم على نطاق واسع. إن عملية التصنيع أو المنتجات الأكثر ملاءمة للبيئة (والتي كثيرا ما تكون أيضا الأكثر كفاءة من الناحية الاقتصادية) ليست هي دائما العملية التي تختارها الشركات ذاتية التنظيم. وبالإضافة إلى ذلك، قال بعض المنتقدين إن التحديث البيئي لا يعالج حالات الظلم الفادح التي تنتج في إطار النظام الرأسمالي، مثل العنصرية البيئية، إذ يتحمل الأشخاص ذوو الدخول المتدنية عبئا غير متناسب من الضرر البيئي، مثل التلوث، وعدم إمكانية الحصول على الفوائد البيئية مثل المتنزهات، وقضايا العدالة الاجتماعية مثل القضاء على البطالة.
ان التحديث البيئى وفعاليته وتطبيقه وقوته وقيود العمل به ما زال مجالا مفتوحًا ومثيرا للجدل في أبحاث العلوم الاجتماعية البيئية.